# Enrico Dandolo (patriarca)
Enrico Dandolo (... – 1182) è stato un patriarca cattolico italiano.
Appartenente alla famiglia patrizia dei Dandolo, zio dell'omonimo doge Enrico Dandolo, fu patriarca di Grado.

## Biografia
Ancora ventenne partecipò assieme al padre, Domenico e al fratello Vitale alla spedizione crociata in soccorso di Baldovino II di Gerusalemme indetta nel 1122 dal doge Domenico Michiel.
Salpata dalle lagune nel 1123, la flotta, dopo aver investito la bizantina Corfù, con cui Venezia era allora in guerra, partecipò all'assedio di Tiro e alla conquista della città.
Enrico rientrò a Venezia attorno all'ottobre 1124, dove risulta aver intrapreso la carriera di avvocato.
Venne eletto patriarca nel 1130, quasi contestualmente all'elezione a doge di Pietro Polani, potente alleato della famiglia dei Dandoli, con i quali condivideva interessi e storia famigliare. L'elezione di Enrico Dandolo alla cattedra patriarcale doveva risolvere le conseguenze della deposizione del predecessore, Giovanni VII Gradenigo decretata nel 1128 da papa Onorio II per il sostegno dato all'incoronazione di Corrado III d'Hohenstaufen a Re dei Romani. La nomina da parte del doge del nuovo patriarca avrebbe segnalato di conseguenza lo schieramento politico di Venezia, tra il nuovo papa Innocenzo II e l'antipapa Anacleto II: il Polani decise quindi di affidarsi ad un uomo che riteneva fidato. Il doge, poi, aveva provveduto a rinsaldare il legame tra le due famiglie nominando Domenico, il padre del patriarca, giudice ducale
Nel 1141 il Patriarca, stabilmente residente a Venezia sin dai tempi del predecessore, partecipò alla fondazione del grande monastero di San Clemente, che nelle sue intenzioni doveva ricadere sotto la diretta giurisdizione patriarcale, ma dovette a lungo scontrarsi per questo con il suo suffraganeo vescovo di Olivolo Giovanni Polani, figlio del Doge. La situazione degenerò a tal punto da costringere nel 1143 all'intervento la stessa curia romana, preoccupata anche per lo stato permanente di "visita pastorale" del Patriarca all'interno del territorio diocesano di Venezia. Quasi al contempo un nuovo fronte si aprì con la morte della badessa del monastero di San Zaccaria, principale centro religioso della città dopo la basilica di San Marco. Il doge Polani nominò quale nuova badessa una propria stretta parente, incontrando l'opposizione del patriarca Dandolo, il quale rivendicava il diritto delle monache a non subire interferenze da parte di laici, sollevando il caso a Roma. La situazione si trascinò e nel 1145 a fianco del Patriarca si schierò la potente famiglia patrizia dei Badoer, che vantava origini comuni ai Dandoli e che sino ad allora era stata alleata del doge Polani. Quando però nel 1147 Venezia strinse nuova alleanza con l'Impero bizantino e il suo basileus, Manuele I Comneno, il Patriarca si schierò contro i generali interessi della città, che stava oramai armando la flotta, e della sua stessa famiglia, che aveva grandi interessi commerciali a Costantinopoli, denunciando il patto con gli ortodossi scomunicati e sostenne le virtù cristiane Normanni dell'Italia meridionale, che avevano invaso la Grecia. Andò addirittura con gli interessi della stessa Chiesa, oramai preoccupata per il crescente espansionismo degli Altavilla. Isolato, Enrico Dandolo venne costretto dal Doge all'esilio, mentre l'ira ducale si abbatteva anche sulla stessa famiglia dei Dandoli. Il doge morì però poco dopo a Caorle mentre si apprestava a raggiungere l'Oriente.
Eletto doge nel 1148 Domenico Morosini la pace tra le famiglie dei Dandoli e dei Polani venne ricostruita attraverso un matrimonio riparatore tra rampolli dei due casati e il patriarca Enrico poté rientrare in città. Dal canto suo il Patriarca smise di interferire con la politica veneziana in Oriente, dove la città intervenne con successo in favore di Bisanzio, ottenendone grandi vantaggi commerciali. Nel 1151, poi, anche la questione annosa sull'elezione della badessa di San Zaccaria venne risolta in favore del Patriarca, con la nomina di Giseltrude, una religiosa non veneziana e dunque non coinvolta con nessuna delle famiglie patrizie.
Nel 1162 il nuovo patriarca di Aquileia Ulrico II Von Treffen, forte del sostegno dell'imperatore Federico Barbarossa, che si apprestava a scendere in Italia per porre fine all'autonomia dei Liberi Comuni, attaccò Grado, sede metropolitana di Enrico, saccheggiandola e occupandola. Il patriarca si appellò dunque al doge Vitale II Michiel, il quale l'anno successivo mosse con la flotta verso nord, riprendendo Grado e sconfiggendo ed imprigionando Ulrico. Il patriarca aquileiense venne liberato solo a seguito dell'intercessione di papa Alessandro III. In cambio della libertà, però, Ulrico dovette impegnarsi a fare annuo atto d'omaggio al doge consegnandogli l'ultimo giovedì prima delle ceneri di dodici maiali, recanti simbolicamente sul dorso le effigi dei castelli friulani, ed un toro. Le immagini venivano quindi ritualmente distrutte in simbolo della supremazia di Venezia, mentre il toro veniva decapitato al termine della cerimonia. Gli animali finivano poi per offrire un lauto banchetto.
Nel 1177, infine, venne finalmente risolta la questione sulla sede patriarcale, con il riconoscimento della residenza veneziana del Patriarca presso la chiesa di San Silvestro: era un premio da parte di papa Alessandro all'efficace intervento veneziano
alla stipula nel maggio di quello stesso anno della pace di Venezia con l'imperatore ed i liberi comuni.